# Montastraea aperta
Espèce
Montastraea aperta est une espèce de coraux appartenant à la famille des Montastraeidae.